# Saint-Julien-Vocance
Saint-Julien-Vocance este o comună în departamentul Ardèche din sud-estul Franței. În 1 ianuarie 2022 avea o populație de 222 de locuitori.

## Toponimie
Toponimia comunei Saint-Julien-Vocance este bogată și reflectă istoria sa îndelungată. Numele comunei este derivat din numele Sfântului Iulian.
În 1152, comuna era cunoscută sub numele de "Sfântul Iulian al Postului Mare", în timp ce în 1275 numele său era "Sfântul Iulianus". În secolul al XIV-lea, denumirea comunei a fost înregistrată ca fiind "Sfântul Iulianus din Valcancia", iar în 1464 a fost numită "Sfântul Iulian împăratul Valcancei". În 1505, numele comunei a fost înregistrat ca "santi juliani vallis cantia", iar în 1793 a fost redenumită "Vocansel".
Este interesant de observat cum numele comunei s-a schimbat de-a lungul secolelor, reflectând istoria și cultura sa. Deși numele comunei a evoluat, legătura sa cu Sfântul Iulian a rămas constantă, sugerând importanța religioasă a comunei în regiune.

## Geografie

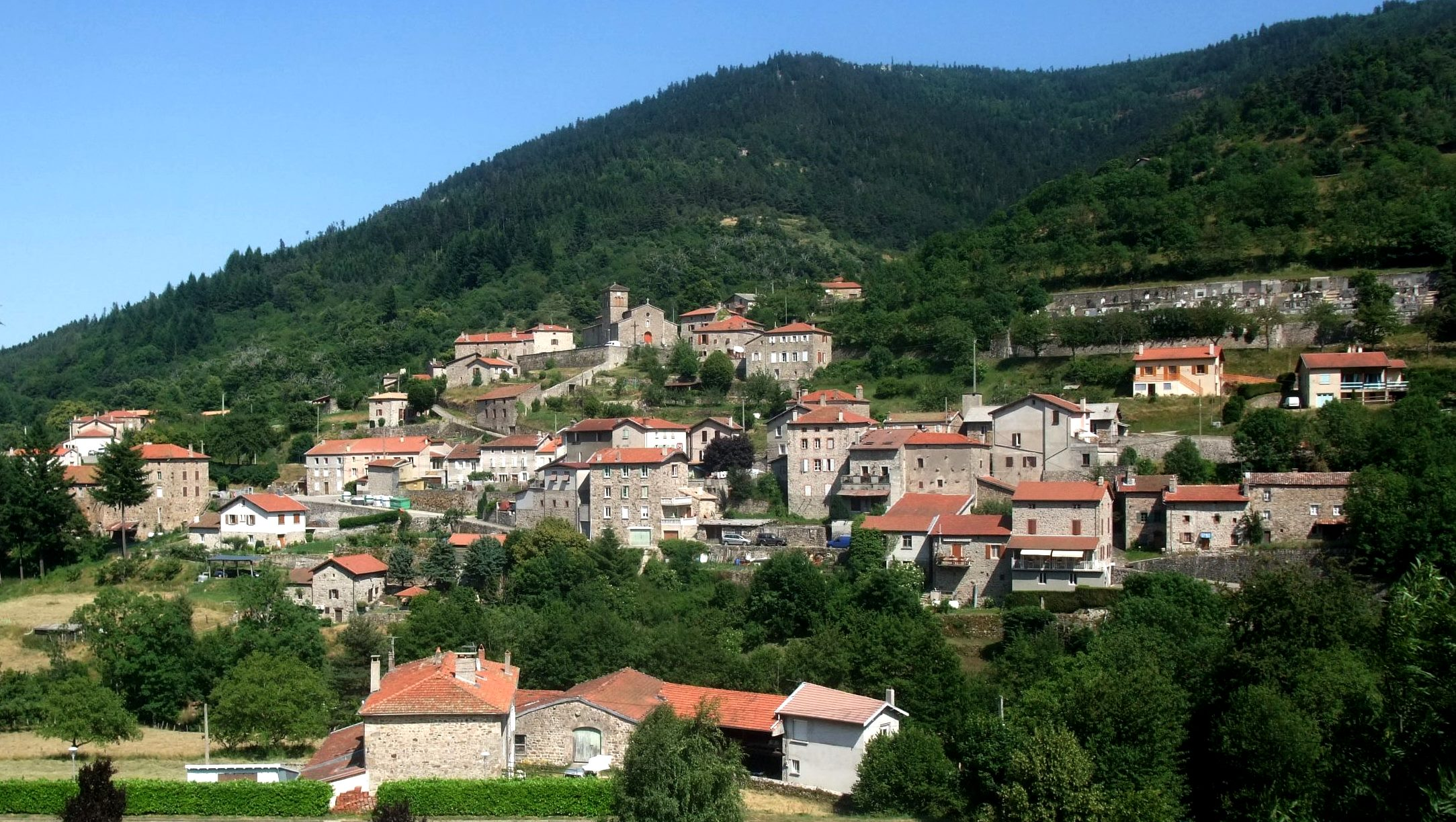
Comuna este situată pe panta orientată spre nord, de o parte și de alta a drumului principal.

Saint-Julien-Vocance este una dintre cele mai întinse comune din Annonay Rhône Agglo, ocupând o suprafață de 26 km2. Este o zonă abruptă, cu o altitudine de 600 de metri la Vocance, iar celelalte limite ale sale depășesc 1.000 de metri în locuri precum Chirat Blanc, Col du Rouvey sau la Col des Baraques, ajungând la cei 1.387 de metri de la Grand Felletin. Pe lângă faptul că este una dintre cele mai mari comune din zonă, Saint-Julien este și o poartă de acces către Annonay Rhône Agglo pentru cei care vin dinspre Le Puy.
Râul Cance izvorăște pe teritoriul comunei și străbate celelalte comune din zonă pe o distanță de 41 km până la Rhône. Acest râu este important pentru regiune, deoarece asigură alimentarea cu apă a multor comunități locale și permite irigarea terenurilor agricole din zonă. De asemenea, Saint-Julien-Vocance este o destinație populară pentru turiștii care doresc să exploreze frumusețile naturale ale regiunii, cum ar fi văile adânci, munții stâncoși și pădurile de conifere.

## Istorie
În primele decenii ale secolului al XX-lea, mare parte din terenul din Saint-Julien-Vocance era încă utilizat în agricultură, în special în partea de sud a comunei. Satul Le Monestier era vizibil în fundalul peisajului. În acea perioadă, comuna avea o populație de aproximativ 1.200 de locuitori și era bine populată.
Cu toate acestea, fermierii care trăiau din agricultură și silvicultură au renunțat treptat la activitatea lor, ceea ce a dus la dispariția treptată a pajiștilor și la extinderea pădurii în zonă. În prezent, mai există o singură fermă activă în comuna, la Col des Baraques, care păstrează peisajul deschis.
Vechile ferme din comuna Saint-Julien-Vocance au devenit adesea a doua casă pentru proprietarii lor, iar așezarea permanentă a rămas limitată la vale, cu o populație stabilizată la aproximativ 250 de locuitori. Prețul accesibil al terenurilor a permis apariția unor noi așezări în zonă.
Satul a pierdut cinci din cele șase cafenele pe care le avea în trecut, dar acum are un han și un restaurant nou construite, cu ajutorul municipalității. Comuna a păstrat încă un oficiu poștal, situat în primărie, la dispoziția locuitorilor săi.

## Economie
Pădurea care înconjoară comuna Saint-Julien-Vocance este compusă în mare parte din conifere, în special brad și brad Douglas, care sunt predominanți în partea de nord a comunei. Pe versantul mai sărac al comunei, terenurile erau utilizate pentru cultivarea viței de vie.
Pădurea de brad oferă locuri de muncă pentru un operator silvic, un transportator și două fabrici de cherestea, care produc cadre și paleți. Deși prețul lemnului nu a crescut, industria forestieră a cunoscut o revigorare, iar echipamentele îmbunătățite au permis continuarea aceleiași cantități de muncă. Deși numărul de întreprinderi a scăzut, pădurea își extinde terenul pe terenurile abandonate, iar traseele sunt întreținute în continuare în întreaga comună. Aceste trasee permit turiștilor să se bucure de mersul pe jos sau de cules de ciuperci și alte fructe de pădure.
Cu toate acestea, nu toate zonele de pădure pot fi exploatate, iar conservarea lor este o prioritate pentru comuna Saint-Julien-Vocance. În plus, pădurea de brad este considerată o resursă importantă pentru comunitate, deoarece oferă o sursă de venit pentru localnici și susține economia locală.

## Cultura și patrimoniul local

#### Biserica Saint-Julien

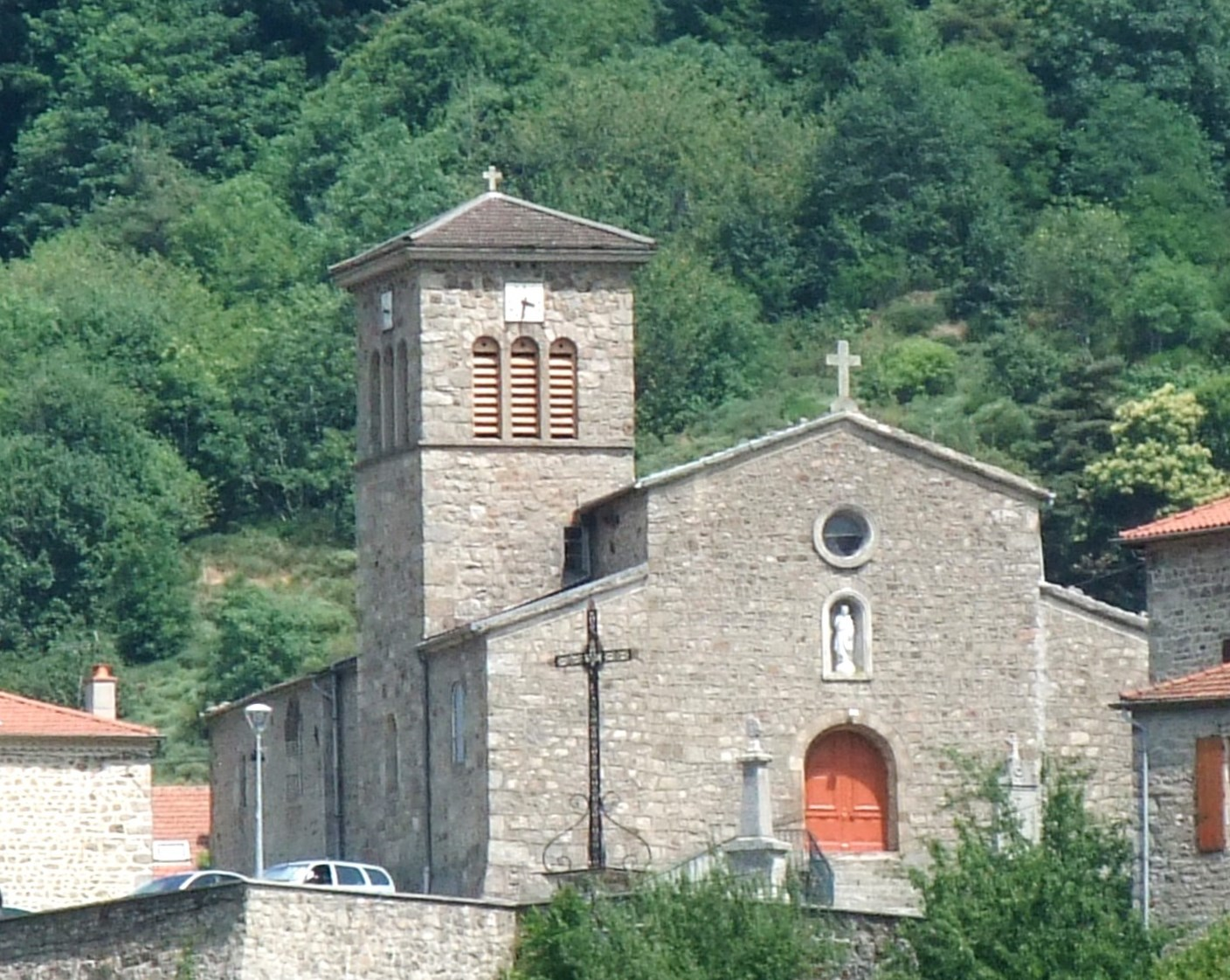
Biserica Saint-Julien

Biserica din Saint-Julien-Vocance este o clădire frumoasă, cu fațade bine întreținute și o clopotniță pătrată care domină satul. Stilul său este, în general, romanic, dar clădirea nu pare să fie excesiv de veche.
Prima mențiune atestată a bisericii datează din 1152, când aceasta depindea de abația Saint-Barnard de Romans și era deja dedicată Sfântului Julien. Astăzi, biserica este atașată parohiei catolice "Bienheureux Gabriel Longueville".
Interiorul bisericii are o suprafață mare, iar naosul este separat de nave prin ziduri groase de un metru. O boltă de piatră poartă data de 1776. Corul a fost adăugat în jurul anului 1888, iar clopotnița a fost ridicată în 1956-58. Podeaua bisericii a fost refăcută în 1961, iar interiorul a fost restaurat în 1973-74.
În exteriorul bisericii, pe lateral, se află o stelă instalată în 1937 care amintește execuția tânărului preot Pierre François d'Allemand în 1794 pentru credința sa. Monumentul morților din Primul Război Mondial cu numele celor 42 de morți din comunitatea locală se află vizavi de ușa de intrare a bisericii.Biserica din Saint-Julien-Vocance este o importantă atracție turistică și religioasă pentru comunitatea locală și vizitatorii din zonă.
Grota Maicii Domnului de la Lourdes

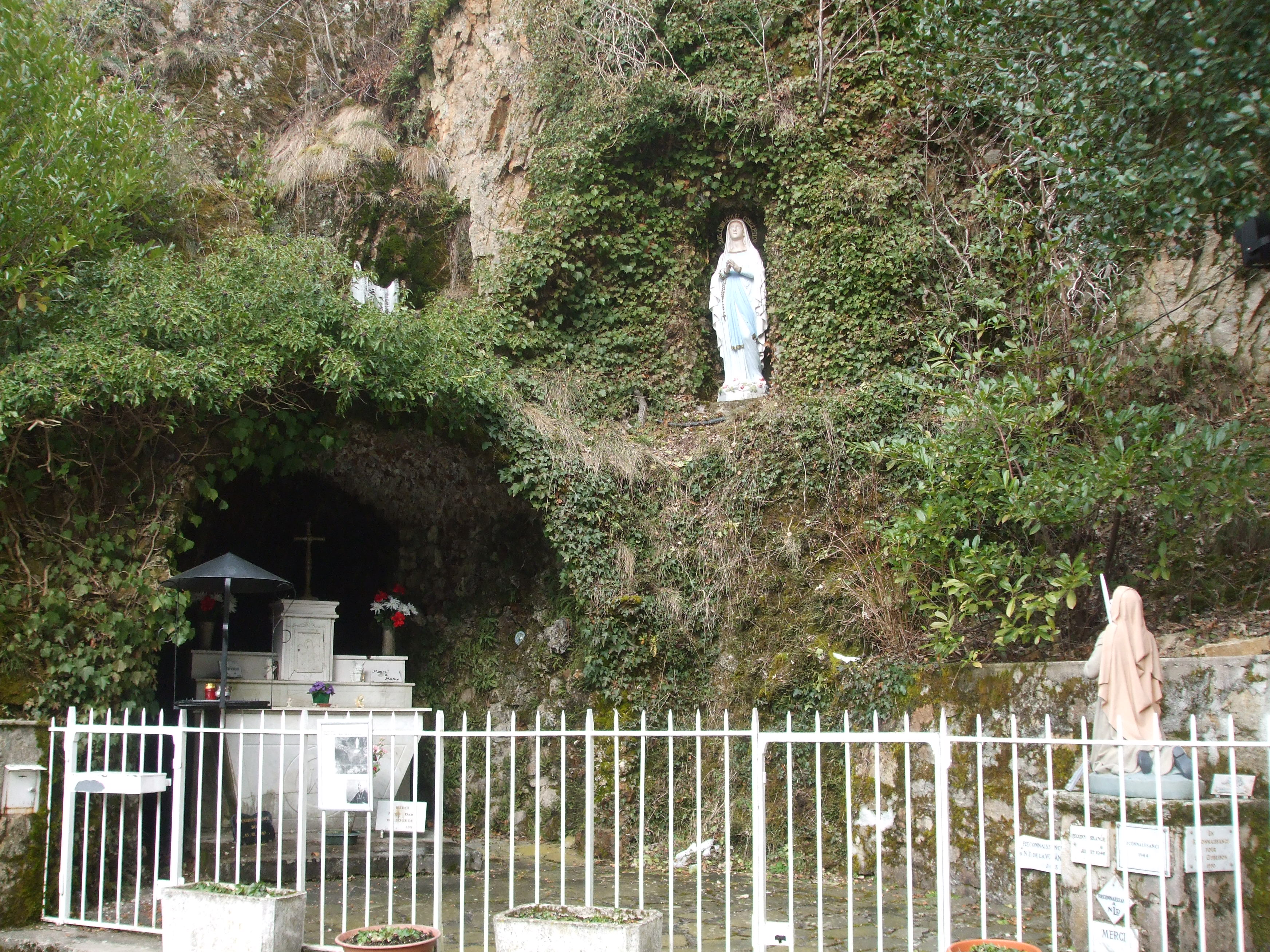
Replica Grotei Maicii Domnului de la Lourdes

În capătul superior al satului Saint-Julien-Vocance se află o replică a grotei Notre-Dame de Lourdes, cunoscută sub numele de Grota Maicii Domnului de la Lourdes. Această replică a fost construită între anii 1914 și 1916, la inițiativa Abatei Archier, preotul satului. După furtuna Martin din 2000, grota a fost restaurată și întreținută în continuare pentru a fi păstrată într-o stare bună.
Grota Maicii Domnului de la Lourdes este o atracție populară pentru turiștii și pelerinii din zonă, și este deschisă pentru vizitare pe tot parcursul anului. În fiecare an, în seara zilei de 15 august, grota găzduiește o slujbă în aer liber pentru comunitatea locală și vizitatorii din zonă.